# 长尾鹦鹉
长尾鹦鹉（学名：Psittacula longicauda）是鸚鵡科鸚鵡屬下的一種。种加词 longicauda 意为“长尾的”。

## 描述
雄鸟拥有绿色顶冠，头两侧红色，上嘴红色，具有黑色颊纹，胸绿色，上背浅蓝，尾尖端黄色，两翼淡蓝。雌鸟黑色嘴，髭须偏绿，背上无蓝色。黄色翼衬，黄绿虹膜。叫声刺耳。分布在马来西亚半岛、安达曼群岛、尼科巴群岛、苏门答腊岛及婆罗洲的森林、红树林、沼泽、雨林边缘、次要林区、部分被开垦地、棕榈园。食物为水果、种子、花朵、植物嫩芽、树木嫩叶。
繁殖期2-5月，每次产卵4、5枚，孵化期23天，羽化期7周，幼鸟在离巢14天后独立。